# 2005 GA187
2005 GA187, também escrito como 2005 GA187, é um objeto transnetuniano que está localizado no Cinturão de Kuiper, uma região do Sistema Solar. Este corpo celeste é classificado como um plutino, pois, o mesmo está em uma ressonância orbital de 2:3 com o planeta Netuno. Ele possui uma magnitude absoluta de 7,5 e tem um diâmetro estimado com 139 km.

## Descoberta
2005 GA187 foi descoberto no dia 10 de abril de 2005 pelo astrônomo Marc W. Buie.

## Órbita
A órbita de 2005 GA187 tem uma excentricidade de 0,219 e possui um semieixo maior de 39,563 UA. O seu periélio leva o mesmo a uma distância de 30,888 UA em relação ao Sol e seu afélio a 48,239 UA.